# Frossasco
Frossasco (en français Frosasque) est une commune de la ville métropolitaine de Turin, dans le Piémont, en Italie.

## Administration
| Période                                  | Période | Identité | Étiquette | Qualité |
| ---------------------------------------- | ------- | -------- | --------- | ------- |
|                                          |         |          |           |         |
| Les données manquantes sont à compléter. |         |          |           |         |

## Jumelages
- Saint-Jean-de-Moirans (France) depuis 1998.

### Communes limitrophes
Cumiana, Pinasca, Pignerol, Cantalupa, Roletto, Piscina.